# Moja Vesna
Moja Vesna ist ein australisch-slowenischer Spielfilm für Kinder unter der Regie von Sara Kern aus dem Jahr 2022. Der Film feierte am 13. Februar 2022 auf der Berlinale seine Weltpremiere in der Sektion Generation Kplus.

## Handlung
Während ihre ältere Schwester Vesna ihre Gefühle in Poetry-Slams nach außen trägt, versucht die 10-jährige Moja auf ihre Weise mit der Leere zurechtzukommen, die der plötzliche Tod der Mutter in ihrer Familie hinterlassen hat. Ihr Vater ist untröstlich, Vesna auch wegen ihrer Schwangerschaft in Schwierigkeiten. Und so wird Moja auf unerwartete Weise das Oberhaupt der aus Slowenien eingewanderten Familie, die nun in einem Vorort von Melbourne lebt. Moja verschließt in ihrem Trauerprozess nicht die Augen vor der Zerrissenheit der Welt und kann die Hoffnungsfunken wahrnehmen.

## Produktion

### Filmstab

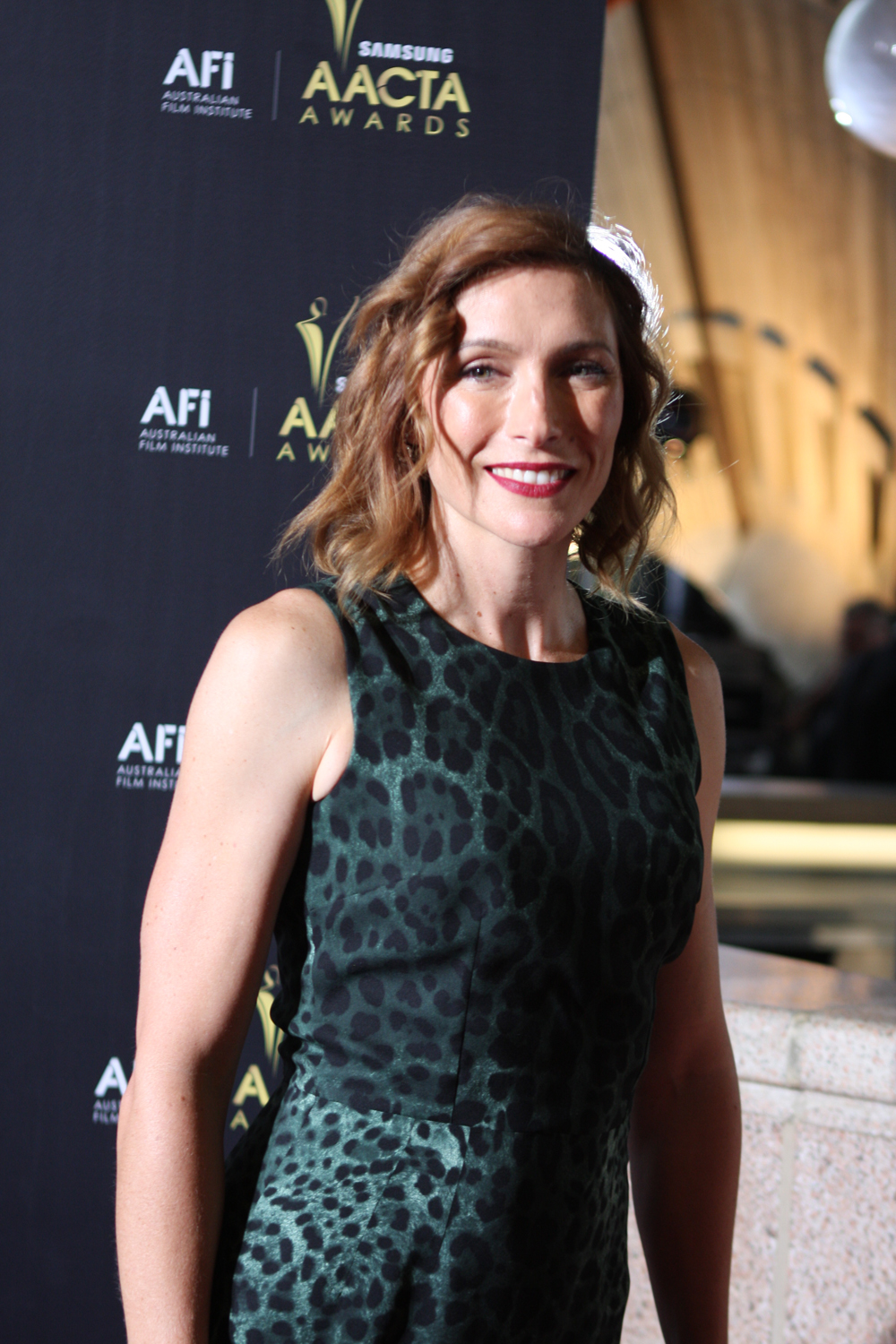
Claudia Karvan, 2012

Regie führte Sara Kern, von der auch das Drehbuch stammt. Moja Vesna ist ihr Langfilmdebüt. Die Kameraführung lag in den Händen von Lev Predan Kowarski, den Filmschnitt besorgten Hayley Miro Browne und Haim Tabakman.
Die Regisseurin hat die Hauptrolle bewusst an ein Mitglied der slowenischen Gemeinde in Australien vergeben, die Laiendarstellerin Loti Kovačič (Moja). Außerdem sind unter anderem die in Australien sehr bekannte Claudia Karvan (Mutter von Mojas bester Freundin Danger), Mackenzie Mazur (Vesna) und Gregor Baković (Milos) auf der Leinwand zu sehen.

### Produktion und Förderungen
Gedreht wurde im Frühling 2021 in den Vororten von Melbourne Sunshine North, St. Albans, Collingwood und Kew.
Produziert wurde der Film von Rok Bicek, Sharlene George und Gal Greenspan. Es handelt sich um die erste australisch-slowenische Koproduktion. Als Förderer traten Film Victoria und Radio Television Slovenija (RTV) auf, die Entwicklung wurde vom Torino Film Lab und Cannes Cinéfondation Residence unterstützt.

### Dreharbeiten und Veröffentlichung
Der Film feierte am 13. Februar 2022 auf der Berlinale seine Weltpremiere in der Sektion Generation Kplus. Der Verleih liegt in den Händen von Bonsai Films.

## Auszeichnungen und Nominierungen
- 2022: Internationale Filmfestspiele Berlin
  - Nominierung für den GWFF Preis Bester Erstlingsfilm[3]
  - Nominierung für den Gläsernen Bären für den besten Film in der Sektion Generation Kplus
  - Nominierung für den Großen Preis der Internationalen Jury von Generation Kplus für den Besten Film[4]